# Provinz Pichincha
Die Provinz Pichincha (span. Provincia de Pichincha) ist eine Provinz in Ecuador. Sie hat ca. 3,1 Millionen Einwohner (2022), von denen ein Großteil in der Hauptstadt Quito lebt. Die Provinz Pichincha ist nach dem Vulkan Pichincha benannt und liegt in der auch Sierra genannten ecuadorianischen Andenregion, zieht sich aber im Westen und Osten bis an den Fuß der Anden hin.

## Lage
Die Provinz Pichincha grenzt im Norden an die Provinzen Imbabura und Esmeraldas, im Osten an die Amazonas-Provinzen Sucumbíos und Napo, im Süden an die Provinzen Cotopaxi und Los Ríos und im Westen an Santo Domingo de los Tsáchilas und Esmeraldas.

## Geschichte
Die Provinz Pichincha wurde 1824 als eine der Verwaltungseinheiten von Groß-Kolumbien eingerichtet und erhielt mit der ecuadorianischen Verfassung von 1835 die Bezeichnung Provinz.
Im Oktober 2007 wurde der Kanton Santo Domingo de los Colorados aus der Provinz Pichincha als neue Provinz Santo Domingo de los Tsáchilas ausgegliedert.
Entwicklung der Einwohnerzahl der Provinz Pichincha bei landesweiten Volkszählungen zum jeweiligen Gebietsstand:
| Jahr                    | Einwohner | +/-    |
| ----------------------- | --------- | ------ |
| 1950                    | 386.520   | –      |
| 1962                    | 587.835   | 52,1 % |
| 1974                    | 988.306   | 68,1 % |
| 1982                    | 1.382.125 | 39,8 % |
| 1990                    | 1.756.228 | 27,1 % |
| 2001                    | 2.388.817 | 36 %   |
| 2010                    | 2.576.287 | 7,8 %  |
| 2022                    | 3.089.473 | 19,9 % |
| Datenherkunft: Wikidata |           |        |

## Politik
Da der Präsident und das Innenministerium ihren Sitz in Quito haben, gibt es in der Provinz Pichincha keinen Gouverneur.

## Wirtschaft
Quito ist als Hauptstadt auch Verwaltungs- und Dienstleistungszentrum in Ecuador. Die übrige Provinz ist landwirtschaftlich geprägt. Der Kanton Cayambe ist aufgrund seiner Höhenlage am Äquator seit den 1990er Jahren ein Zentrum der internationalen Rosenproduktion.

## Verkehr
Durch die Provinz führt von Norden nach Süden die Panamericana. In Quito befindet sich einer der beiden internationalen Flughäfen des Landes, der im Jahr 2013 neu eröffnete Aeropuerto Internacional Mariscal Sucre.

## Kantone

Kantone

Die Provinz Pichincha ist heute in acht Kantone gegliedert. Diese sind in der Reihenfolge ihrer Einrichtung:
| Name                     | Hauptort                 | Einwohner 2022 | Einwohner 2010 | Fläche [km²] | Bev.-Dichte [Ew./km²] | Gründung |
| ------------------------ | ------------------------ | -------------- | -------------- | ------------ | --------------------- | -------- |
| Quito                    | Quito                    | 2.679.722      | 2.239.191      | 4.201        | 638                   | 1534     |
| Mejía                    | Machachi                 | 101.894        | 81.335         | 1.411        | 72                    | 1883     |
| Cayambe                  | Cayambe                  | 105.267        | 85.795         | 1.201        | 88                    | 1883     |
| Pedro Moncayo            | Tabacundo                | 40.483         | 33.172         | 335          | 121                   | 1911     |
| Rumiñahui                | Sangolquí                | 107.904        | 85.852         | 135          | 797                   | 1938     |
| San Miguel de los Bancos | San Miguel de los Bancos | 13.661         | 17.573         | 855          | 16                    | 1991     |
| Pedro Vicente Maldonado  | Pedro Vicente Maldonado  | 15.475         | 12.924         | 619          | 25                    | 1992     |
| Puerto Quito             | Puerto Quito             | 25.067         | 20.445         | 696          | 36                    | 1996     |